# Mingəçevir
Mingəçevir (ook geschreven als Mingäçevir of Mingechevir) is een stad in het noordoosten van Azerbeidzjan, gelegen aan beide zijden van de rivier de Koera aan de zuidoostelijke voet van het gebergte Bozdaglar en op het Koera-Araslaagland. De stad wordt omringd door het rayon Yevlax, maar staat zelf onder directe jurisdictie van het landsbestuur. Met 98.800 inwoners (01-01-2012) is het de vierde stad van het land na Bakoe, Gəncə en Sumqayıt. De stad ligt op 288 kilometer ten westen van Bakoe en is bekend om de grote stuwdam in de Koera, die het Stuwmeer van Mingəçevir heeft doen ontstaan, het grootste meer van het land. De stad is verder een belangrijk Azerbeidzjaans centrum voor energie, industrie, wetenschap, onderwijs en cultuur.

## Klimaat
De stad bevindt zich in een gebied met een gematigd halfdroog klimaat met warme en droge zomers en met koele en minder droge winters. De winter kan in het ene jaar sneeuwrijk zijn. De gemiddelde jaartemperatuur bedraagt 14 tot 15 °C, met als maximum 42 °C (juli en augustus) en als minimum -10 °C (januari en februari). Het jaarlijkse neerslaggemiddelde bedraagt 250-300 mm.

## Geschiedenis

### Archeologische opgravingen

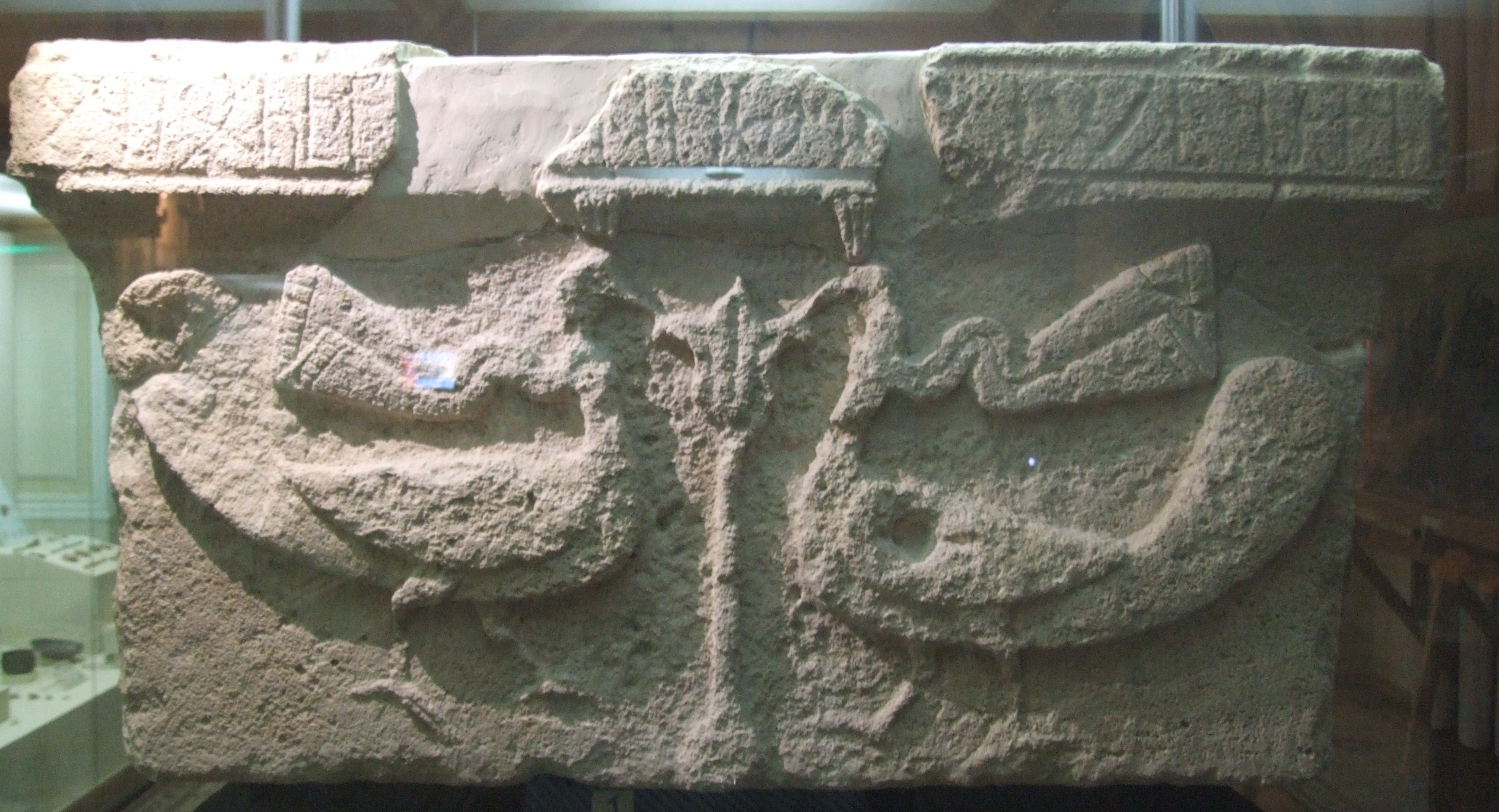
Een kolom van de Christelijke kerk uit de 7e eeuw met een inscriptie in Kaukasisch Albanees, gevonden in Mingəçevir.

Bij de stad zijn archeologische vondsten gedaan die dateren uit de periode vanaf de Kopertijd (3000 v.Chr.) tot de 7e eeuw. In 1871 werd de oudheid van de plaats voor het eerst besproken door A.I. Berje, de voorzitter van de Archeologische Commissie van de Kaukasus, op het tweede congres voor archeologen in Sint-Petersburg. Veel kennis was er toen echter nog niet over het gebied. In 1935 werden er opgravingen verricht onder leiding van professor Pachomov in het kader van de bouw van een waterkrachtcentrale aan de Koera. Bij deze opgravingen werden twee oude nederzettingen en begraafplaatsen blootgelegd, waarin zich verschillende typen graven bevonden. Door het uitbreken van de Tweede Wereldoorlog moest het onderzoek echter worden gestaakt.
Na de oorlog begon de bouw van de waterkrachtcentrale en werden de opgravingen hervat. Tussen april 1946 en augustus 1953 onderzocht een groep van archeologen onder leiding van S.M. Qazijev het gebied in opdracht van de Opperste Raad van de Azerbeidzjaanse Academie van Wetenschappen. Er werden ongeveer 20.000 archeologische vondsten gedaan uit verschillende tijdsperioden, zoals het Koera-Aras-eneolithicum (3e millennium v. Chr.), de Chodzjaly-Kedabekcultuur (eind 2e, begin 1e millennium v. Chr.) en de Vroege IJzertijd (8e tot 2e eeuw v. Chr.). Vondsten die zijn gedaan lopen uiteen van graven, grafheuvels, gebouwen (kerken en moskeeën uit de Kaukasisch-Albanese periode) werkplaatsen tot gebruiksvoorwerpen (bijvoorbeeld pijpfluiten gemaakt uit beenderen) en sieraden en munten (2e eeuw v. Chr. tot 1e eeuw na Chr.). Uit Kaukasisch Albanese inscripties en andere archeologische vondsten bleek dat de bewoning in elk geval tot 5000 jaar teruggaat. Het grootste deel van de vondsten bevindt zich nu in het Azerbeidzjaans Nationaal Historisch Museum en een ander deel bevindt zich in het historisch museum van Mingəçevir.
De opgravingen lijken erop te wijzen dat er in de eerste eeuw v. Chr. een grote veldslag plaatsvond tussen het machtige leger van de Romeinse bevelhebber Pompeius en het leger van de Albanese gouverneur Oris in het gebied van de huidige dam op de oever van de Koera.
In de 17e eeuw beschreef de Turkse reiziger Ovliya Calabi de plaats als een grote nederzetting op de rechteroever van de Koera nabij de berg Bozdag en schreef dat er zich verschillende moskeeën, badhuizen en werkplaatsen waar vezelzijde en zijden kleren werden gemaakt bevonden.

### Waterkrachtcentrale

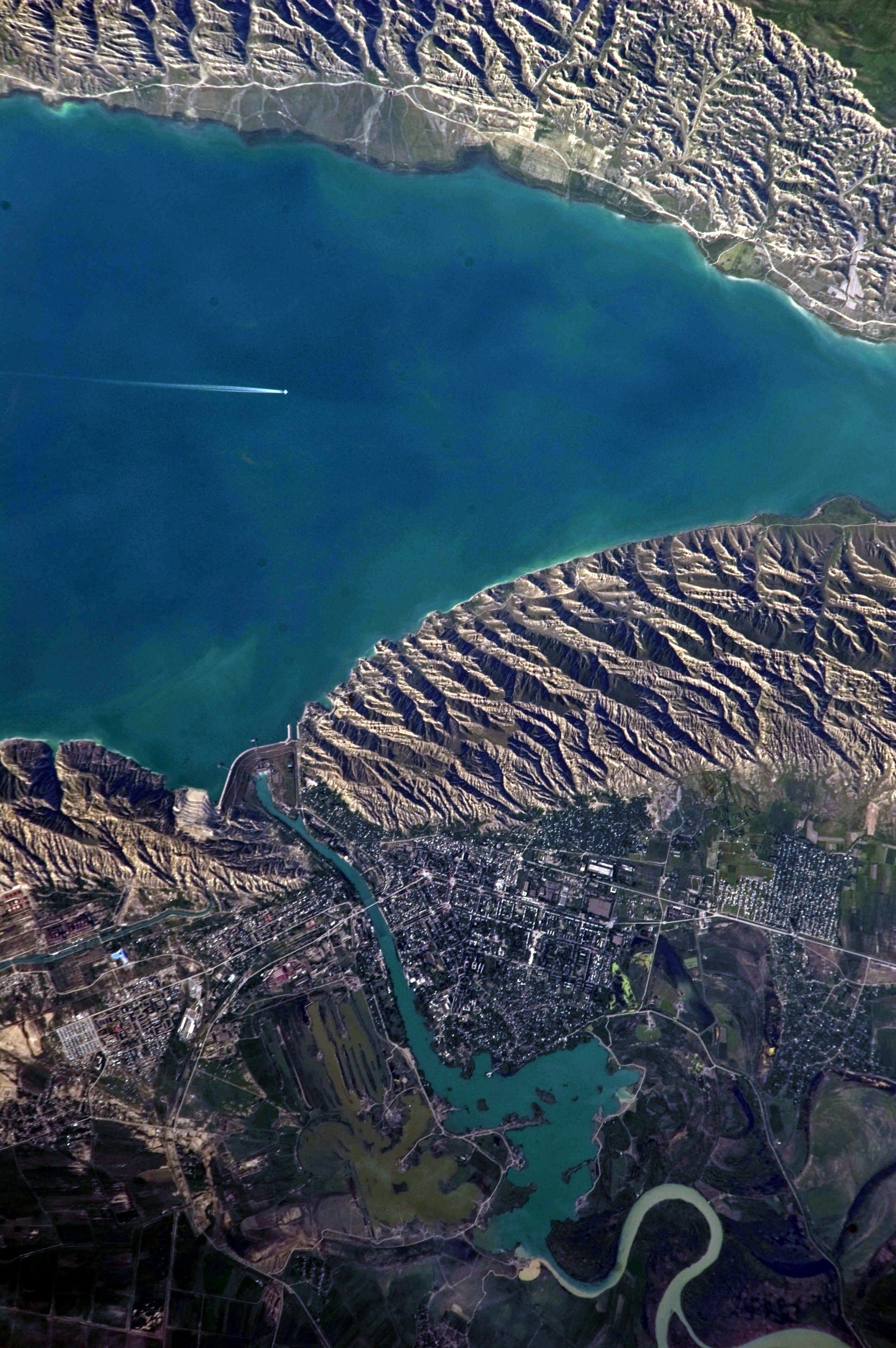
Een satellietfoto van de Mingəçevirmeer.

De voorbereidingen voor de bouw van de grootste waterkrachtcentrale van Azerbeidzjan begonnen in de jaren 30 van de 20e eeuw, maar kwamen stil te liggen door het uitbreken van de Tweede Wereldoorlog. In 1945 werd de bouw voortgezet en werden ruim 20.000 mensen uit de hele Sovjet-Unie naar het project gebracht om mee te helpen, waaronder ongeveer 10.000 Duitse krijgsgevangenen. In 1953 werd het complex geopend en vormde destijds het grootste van de Sovjet-Unie. De stuwdam heeft een watercapaciteit van 15,6 km³. Het stuwmeer heeft een oppervlakte van 605 km². De lengte bedraagt 70 kilometer en het stuwmeer varieert in breedte van 3 tot 18 kilometer. Het diepste punt ligt op 75 meter. Het vermogen van de waterkrachtcentrale ligt op 16 megawatt.
In 1948 kreeg Mingəçevir de status van stad. In 1973 was het aantal inwoners uitgegroeid tot ongeveer 46.000 en in 1989 tot 85.388.

## Demografie
Momenteel wonen er volgens de volkstelling van 1999 ongeveer 95.000 mensen. Hierbij moeten waarschijnlijk nog 20.000 binnenlandse vluchtelingen worden opgeteld uit Nagorno-Karabach en aangrenzende districten die zijn bezet door de Armeense Karabachrepubliek. De etnische samenstelling van de bevolking bestaat voor 98% uit Azerbeidzjanen met daarnaast kleine minderheden van Russen, Oekraïners, Lezgiërs en Tataren. De religieuze samenstelling is vrij homogeen; 99% bestaat uit moslims.
De beroepsbevolking omvat ongeveer 53.000 personen, waarvan 16.000 werken. 4.000 mensen zijn actief in kleine bedrijven.

## Onderwijs, cultuur en sport
In de stad bevinden zich twee instituten voor hoger onderwijs, een hogeschool, 20 middelbare scholen, 3 muziekscholen (ongeveer 1500 leerlingen, naast reguliere instrumenten wordt ook het bespelen van nationale instrumenten als de tar, nagara, saz en kamancheh onderwezen), een Turks privélyceum en een chauffeursschool, waar in totaal ongeveer 18.000 leerlingen en studenten les krijgen. Er zijn daarnaast ook een schaakschool, een kano-opleidingscentrum, een technisch-creatief centrum, een centrum voor milieueducatie, een centrum voor creativiteit voor kinderen, een jeugdsportcentrum en een centrum voor jeugdtoerisme en regionale geografie. Voor de jongste kinderen zijn er ruim 20 peuterspeelzalen.
De stad heeft een polytechnisch instituut, dat in 1991 ontstond als een afdeling van de Olieacademie van Azerbeidzjan, maar hetzelfde jaar nog onafhankelijk werd. Het instituut telt ongeveer 1200 studenten en biedt onder andere studies op het gebied van economie, bestuursrecht, energievoorziening en werktuigbouwkunde aan. Daarnaast bevindt zich ook een afdeling van het lerarenopleidingsinstituut van Azerbeidzjan in de stad, dat ongeveer 500 studenten telt en een medische school (eveneens opgericht in 1991) met ongeveer 600 studenten.
De stad telt 16 openbare bibliotheken met ruim 400.000 boeken. Er bevindt zich een historisch museum (opgericht in januari 1968) met twee afdelingen; het martelarenmonument en het onafhankelijkheidsmuseum. Sinds 1969 bevindt zich er ook een staatstheater (daarvoor was er al een volkstheater).
In de stad bevinden zich verder verschillende parken, zoals het Sahilpark en het Vriendschapspark.
De voetbalclub Kür-Nur Mingəçevir die uitkomt in de Birinci Dasta (Azerbeidzjaanse eerste divisie) komt uit de stad. Tijdens de Europese Spelen 2015 werd het onderdeel kanovaren in Mingəçevir gehouden.

## Stedenbanden
- Toljatti (Rusland)
- Gölbaşı, Ankara (Turkije)
- Polatsk (Wit-Rusland)